# Geoffrey de Havilland
Sir Geoffrey de Havilland (Haslemere, 27 luglio 1882 – Watford, 21 maggio 1965) è stato un aviatore, pioniere dell'aviazione e dell'industria aeronautica britannico.
Era il figlio del Reverendo Charles de Havilland e della prima moglie, Alice Jeannette Saunders.
Studiò a Oxford e frequentò la Scuola di ingegneria di Londra.
Nel 1909 progettò e costruì un aeroplano con il quale imparò da solo a volare.
Nel 1910 cominciò a lavorare come progettista presso la Aircraft Manufacturing Company di Londra, dedicandosi soprattutto al campo dell'aviazione commerciale, ma lo scoppio della prima guerra mondiale lo portò ad occuparsi della progettazione e fabbricazione di velivoli militari.
Nel 1920 la stessa fabbrica assunse il nome di De Havilland Aircraft Company che mantenne fino al 1963, quando fu assorbita dalla Hawker Siddeley.
Fra il 1909 ed il 1954, de Havilland ed i suoi collaboratori realizzarono 112 prototipi di aerei militari e civili, fra i quali il famoso multiruolo DH.98 Mosquito della seconda guerra mondiale ed il quadrireattore DH.106 Comet, il primo aereo commerciale a reazione che, dopo una serie di gravi incidenti iniziali, venne messo a punto nel 1955.
Geoffrey de Havilland era cugino di primo grado delle famose attrici britanniche Olivia de Havilland e Joan Fontaine, le due sorelle infatti erano figlie di Walter de Havilland, zio di Geoffrey (fratello del padre Charles).